# Atsushi Kawata
Atsushi Kawata (河田 篤秀 Kawata Atsushi?, Osaka, 18 de septiembre de 1992) es un futbolista japonés que juega como delantero en el Thespa Gunma de la J3 League.

## Trayectoria

### Clubes
| Club                     | País     | Año       |
| ------------------------ | -------- | --------- |
| Albirex Niigata Singapur | Singapur | 2015-2016 |
| Albirex Niigata          | Japón    | 2017-2018 |
| Tokushima Vortis         | Japón    | 2019-2021 |
| Omiya Ardija             | Japón    | 2021-2023 |
| Sagan Tosu               | Japón    | 2023-2024 |
| Thespa Gunma             | Japón    | 2024-     |